# سیوکوواتس
سیوکوواتس (به صربی: Siokovac) یک روستا در صربستان است که در ناحیه پوموراولیه واقع شده‌است.
 سیوکوواتس  ۳۸۱ نفر جمعیت دارد.